# Lee Tracy
William Lee Tracy (født 14. april 1898, død 18. oktober 1968) var en amerikansk skuespiller.